# Ewartia planchonii
Ewartia planchonii là một loài thực vật có hoa trong họ Cúc. Loài này được (Hook.f.) Beauverd mô tả khoa học đầu tiên năm 1911.